# Idrodyna
Idrodyna (worek wypornościowy) – elastyczny zbiornik wypełniany gazem (najczęściej powietrzem) używany podczas nurkowania do wydobywania z dna różnych przedmiotów i transportowania ich na powierzchnię. Idrodyny występują w różnych rozmiarach. Mogą podnosić z dna nawet kilkutonowe przedmioty.
Idrodyny stosowane są w nurkowaniach komercyjnych, sportowych, wojskowych, wydobywczych, ale również przez pogotowie wodne.